# 1203 Nanna
1203 Nanna eller 1931 TA är en asteroid i huvudbältet, som upptäcktes 5 oktober 1931 av den tyske astronomen Max Wolf. Den har fått sitt namn efter Anna "Nanna" Risi.
Asteroiden har en diameter på ungefär 35 kilometer.